# Сезгин Алиибрям
Сезгин Басри Алиибрям е български политик. От 2015 година е кмет на община Ситово, област Силистра, издигнат от партия Движение за права и свободи (ДПС).

## Биография
Роден на 6 ноември 1971 г. в Искра, област Силистра. Завършил висше образование в Русенски университет „Ангел Кънчев“ със специалност Български език, литература и история.

## Професионален опит
- В системата на социалното подпомагане:
- 2000 г. – 2003 г. – социален работник;
- 2003 г. – 2007 г. – началник отдел;
- до 2012 г. – главен експерт.

Член на ДПС от 1992 г., заемал длъжността „Председател на ОБС“ на МДПС в община Ситово.